# Kamni Potok
Kamni Potok je naselje v občini Trebnje.
Kamni Potok je precej razloženo naselje severozahodno od Trebnjega ob Temenici v katero se tu izliva potok Kodeljevec. Temenica in železniška proga delita kraj na dva dela, večji del stoji na desnem bregu Temenice, nekaj hiš pa je ob cesti Trebnje – Velika Loka. Na poplavnem območju ob Temenici so močvirni travniki, v višjih legah njive na Isteh, Gomile, Vejar, Izgon, Kotel, Med vasmi, na vzhodu in zahodu pa so v najvišjih legah mešani gozdovi. Ob sotočju Temenice in Kodeljevca je Podpadčev mlin, ki je pred nekaj deset leti še deloval. Leta 1923 je del vasi pogorel, ob nekdanji rimski cesti pa so tu odkopali grobove in našli miljnik z vklesanim napisom. Iz Kamnega Potoka je bil doma fizik Ignac Klemenčič (1853 – 1901).